# Glat dueurt
Glat dueurt (Epilobium montanum) er en 30-50 cm høj urt, der vokser i løvskove og på agerjord. Den danner lange udløbere og har rigelig frøsætning, hvilket er grunden til, at man betragter planten som ukrudt.

## Beskrivelse
Glat dueurt er en flerårig urt med en opret vækst. Det første år danner planten en bladroset. Senere skyder stænglerne til vejrs enkeltvis. De er kun behårede øverst oppe med krumme hår. Bladene er modsatte og smalt ægformede med grove tænder. Oversiden er glat og lysegrøn, mens undersiden er endnu lysere. Blomstringen sker i juni-september, hvor man ser de enlige, lyserøde blomster ved de yderste bladhjørner. Frugterne er aflange, hårfyldte kapsler med mange frø.
Rodnettet er kraftigt, og planten danner underjordiske udløbere.
Højde x bredde og årlig tilvækst: 0,40 x 0,25 (40 x 25 cm/år), heri ikke medregnet skud fra udløberne.

## Voksested
Planten findes overalt i Danmark (dog sjældnere i Vestjylland), hvor den optræder som pionerplante på blottet jord, både i løvskove, på affaldspladser og dyrket jord. Her ses den sammen med planter som vejpileurt, gråbynke, glat vejbred og alm. kvik.
| Portal | Portal:Botanik |